# Heraklas
Heraklas (griechisch Ἡρακλᾶς) war ein griechischer Arzt des 1. Jahrhunderts n. Chr. Er ist der einzige Autor der Antike, von dem Schriften über chirurgische Knoten erhalten sind.
Seine Schrift nahm der spätantike Medizinschriftsteller Oreibasios im Buch 48 seiner Medizinischen Sammlungen unter dem Kapitel Von Heraklas auf. Die Abhandlung beschreibt detailliert 16 Knoten chirurgischer und orthopädischer Anwendung, einschließlich der ältesten bekannten schriftlichen Beschreibung eines Fadenspiels. Sieben dieser Knoten sind heute noch im medizinischen Gebrauch und vier wurden vor kurzem wiederentdeckt.

## Knoten

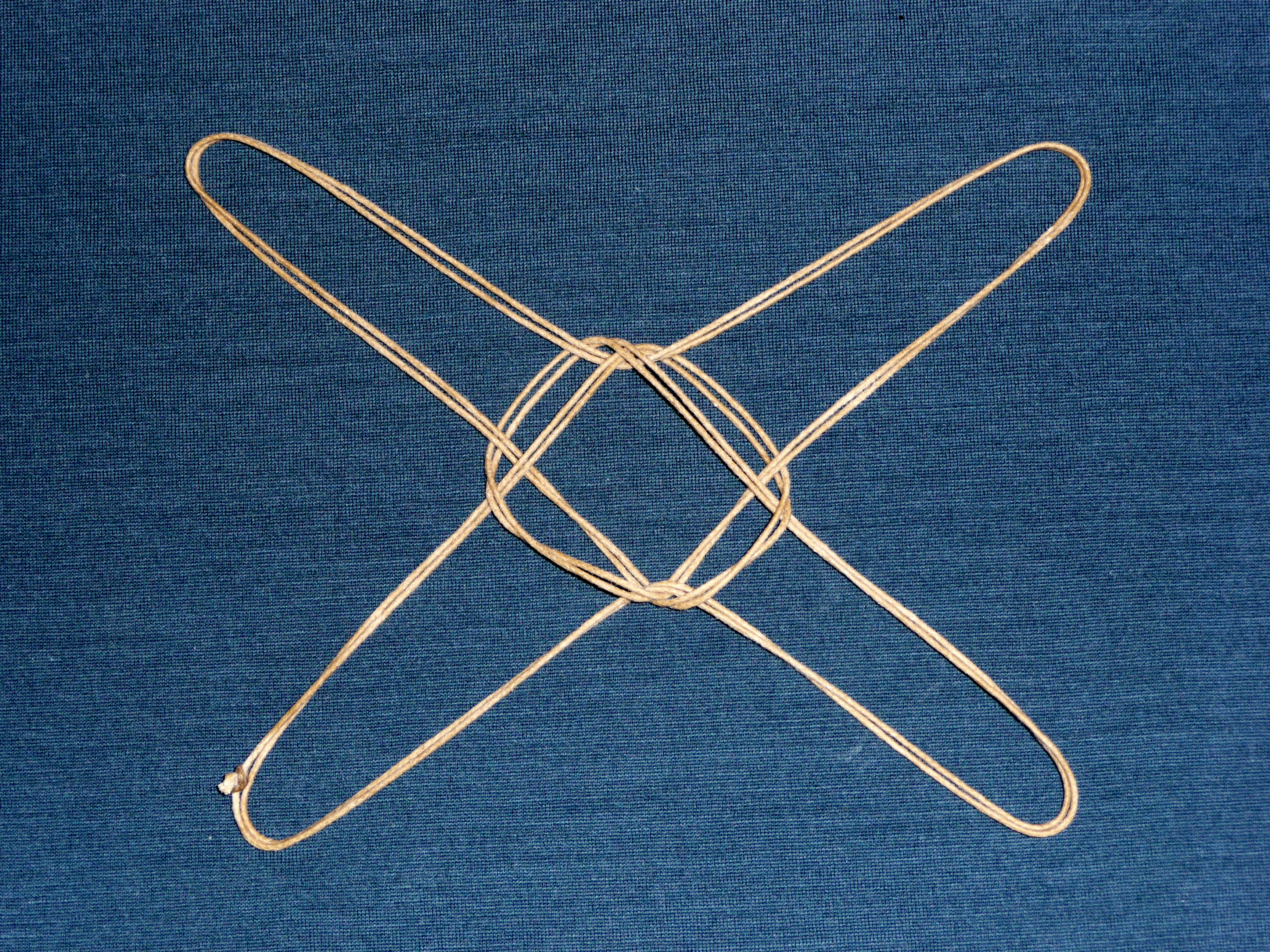
Fadenspiel The Sun Clouded Over

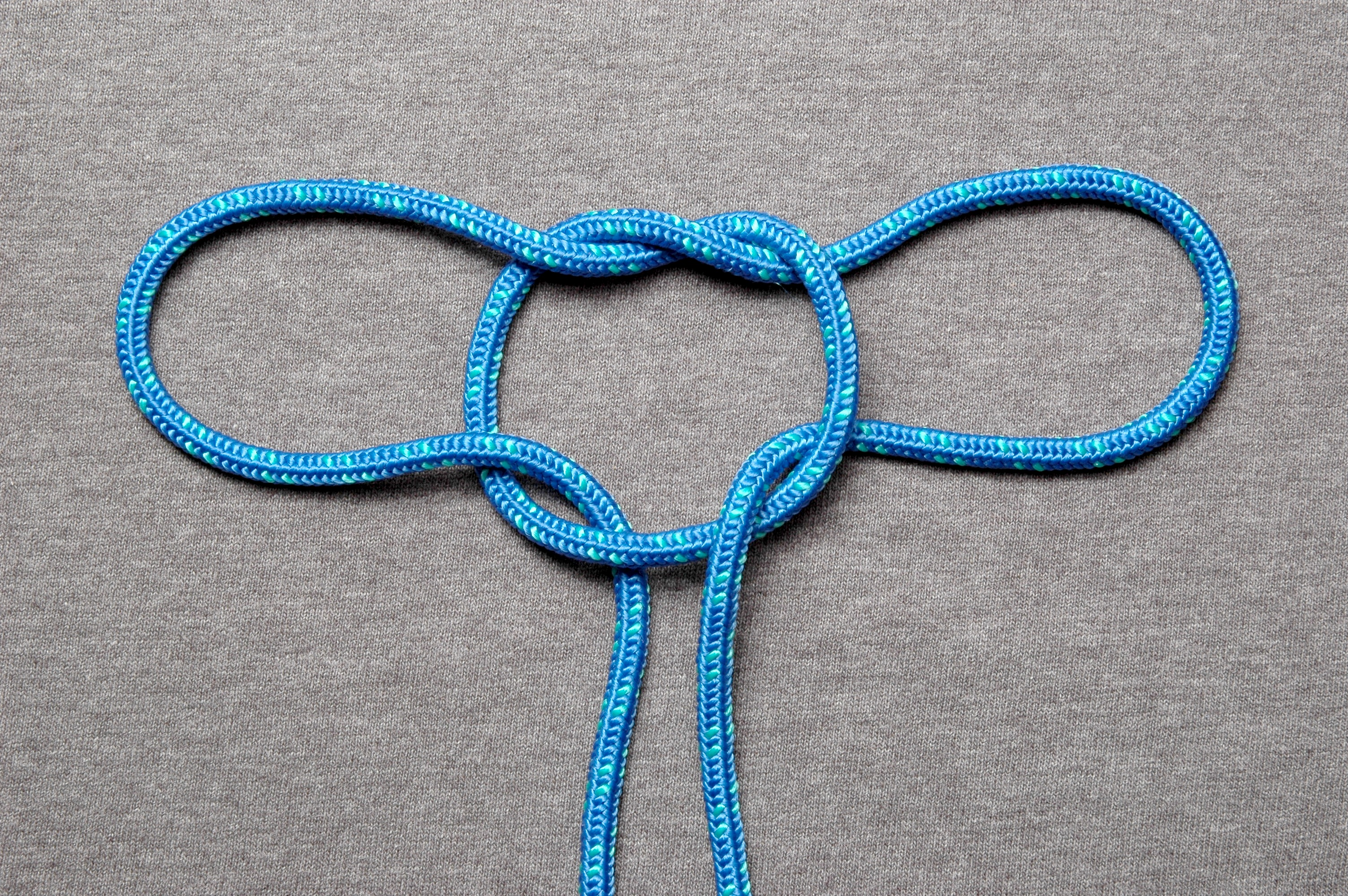
ABoK #1141

Die Schrift des Heraklas ist in vier Handschriften des Mittelalters und der Renaissance erhalten. Die darin enthaltenen Illustrationen stammen von den Kopisten der Renaissance. Moderne knotenkundliche Analysen zeigen jedoch, dass viele der frühen Interpretationen erhebliche Fehler aufweisen. Wie die Knoten genau aussahen, ist somit nicht zweifelsfrei geklärt. Das heutige Verständnis von Heraklas’ Knoten basiert hauptsächlich auf den Analysen von Hjalmar Öhrwall, Lawrence G. Miller und Cyrus Lawrence Day.
| Kapitel | griechischer Name                    | Übersetzung                           | Knoten                          |
| ------- | ------------------------------------ | ------------------------------------- | ------------------------------- |
| I       | ἐρτός βρόχος                         | gefädelte Schlinge                    | Ankerstich                      |
| II      | ναυτικός βρόχος                      | nautische Schlinge                    | Webeleinenstek                  |
| III     | χιεστός βρόχος                       | gekreuzte Schlinge                    |                                 |
| IV      | βουκολικὸς βρόχος / σανδάλιος βροχός | ländliche Schlinge / Sandalenschlinge | -                               |
| V       | δράκοντος βρόχος                     | Drachenschlinge                       | -                               |
| VI      | ἁπλοῦν ἅμμα βρόχος                   | einfache Knotenschlinge               | -                               |
| VII     | λύκος βρόχος                         | Wolfsschlinge                         | Kreuzknoten                     |
| VIII    | Ἡρακλεωτικὸν ἅμμα                    | Heraklesknoten                        | Herkulesknoten                  |
| IX      | ἁπλοῦς καρχήσιος βρόχος              | einfache Krugtrageschlinge            | ABoK #1038                      |
| X–XII   | διπλοῦς καρχήσιος βρόχος             | doppelte Krugtrageschlinge            | Bootsmannsmaatenknoten          |
| XIII    | τετράκυκλος πλίνθιος βρόχος          | vierschlaufige rechteckige Schlinge   | Fadenspiel The Sun Clouded Over |
| XIV     | ἐπαγκυλωτὸς βρόχος                   | verknotete Schlinge                   | ABoK #1141                      |
| XV      | ὦτων βρόχος                          | Ohrenschlinge                         | -                               |
| XVI     | διάγκυλος βρόχος                     | zweischlaufige Schlinge               | -                               |
| XVII    | ἄγχων βρόχος                         | Würgeschlinge                         | ABoK #1038                      |
| XVIII   | ὑπερβατός βρόχος                     | vertauschte Schlinge                  | Webeleinenstek                  |

## Ausgaben
- Ulco Cats Bussemaker, Charles Daremberg (Hrsg.): Œuvres d’Oribase. Band 4, Imprimerie Nationale, Paris 1862, S. 253–270 (Digitalisat) (Edition mit französischer Übersetzung).